# Трегубова, Дарья Игоревна
Да́рья И́горевна Трегу́бова (укр. Дарина Ігорівна Трегубова; род. 26 марта 1980, Киев, УССР) — украинская телеведущая, актриса, сценарист, продюсер и режиссёр.

## Биография
- Образование: Окончила специализированную школу № 155 с английским уклоном.
- Обучалась в музыкальной школе по классу фортепиано.
- Получила диплом режиссёра в Институте кино и телевидения.

### Карьера
- С 18 лет работает на ТВ.
- Телевизионная карьера началась с получасовой программы в прямом эфире на канале IVK.
- В последующие несколько лет работала на различных украинских телеканалах: автором, ведущей, сценаристом, режиссёром, главным редактором канала.
- В 2002—2003 работала копирайтером в сетевом рекламном агентстве «Leo Burnett».
- Затем, в сотрудничестве с агентствами: EuroRSCG, Leo Burnett, Visage и др., а также с продакшн-студиями: Фильм+, Bluescreen production, ПрофиТВ Friends production
- создавала сценарии телепрограмм, рекламных кампаний, корпоративных фильмов и мероприятий для компаний: Winner, ТНК, Samsung, MAXwell, Bunge, Bacardi, Noble group, Quintilles, Interpipe и др.
- Создатель видеопроекта #ДашаЧитает
- Работает креативным продюсером в «Sisters production».
- Постоянный эксперт проекта «Все буде добре», соведущая проекта «Битва экстрасенсов» и других на канале СТБ.
- По статистике двух сезонов шоу «Кто против блондинок» («Хто проти блондинок») на «Новом канале», из всех участниц дала наибольшее количество правильных ответов.
- Во втором сезоне проекта «Светлые головы» как самая умная участница получила статус «Хранительницы традиций»

#### Ведущая телепрограмм
- СТБ «Х-фактор», 2019
- СТБ «В это мгновение год спустя», 2017
- СТБ — постоянный эксперт проектов «Все буде добре», «Битва экстрасенсов» и др.
- Новый канал «Готуй!», 2012г
- Первый автомобильный «ШиCARные истории», 2010—2011г
- Перший національний «Легко бути жінкою», 2009—2010 гг
- Интер «Утро с Интером» («Ранок з Інтером»), 2006—2009
- К2 «Мой роман»; там же — главный редактор, 2005—2006
- СТБ «Корисна погода», 2003
- Новый канал «Модное здоровье», 2002
- Интер (программа «От и до», 1998—2000
- IVK (программа «IVK-шанс», 1998

#### Ведущая мероприятий
- Life:) partners days (Анталия, Турция)
- Человек года — вручение награды «Меценат года» (Дв. Украина)
- Топ-100 — Рейтинг лучших компаний Украины (Freedom)
- Playboy 55-летие (Липский особняк)
- Kraft (Mondelez Украина) награждение менеджеров (Одесса, Днепропетровск)
- Playboy Playmate года (Бельведер)
- Mastercard Bank of the year (Украинский дом)* Метинвест — годовщина компании (Донецк)
- Quintilles — годовщина компании (Hyatt) — на англ. языке
- Hugo Boss — открытие бутика
- Пані Україна 2007 (Донецкий театр Оперы и Балета)
- Nestle — Новогодняя вечеринка компании (Freedom)
- Marie Claire — вручение премий Marie Claire Fashion Awards.

Креативный продюсер:
- 2018 «Сувенир из Одессы» (Sisters production)
- 2018 «Артистка» (Sisters production)
- 2017 «Танец мотылька» (Sisters production)
- 2016 «Катерина» (Sisters production)
- 2016 «Я с тобой» (Sisters production)
- 2015 «Чудо по расписанию» (Sisters production)

#### Фильмография
| Год       |   | Название | Роль                                       |
| --------- | - | --- | ------------------------------------------ |
| 2019      | ф | «Сторонній» (Режиссёр:Дмитрий Томашпольский)                                                                      | Клавдия                                    |
| 2019      | ф | «Наша доктор» (Режиссёр: Николай Михайлов)                                                                        | Полина                                     |
| 2019      | ф | «Водоворот» (Режиссёр: Павел Мальков)                                                                             | Ольга                                      |
| 2019      | ф | «СидоренкиСидоренки» (Режиссёр: Феликс Герчиков)                                                                  | Марьяна Валерьевна                         |
| 2019      | ф | «Первые ласточки» (Режиссёр: Валетнин Шпаков)                                                                     | Тина                                       |
| 2019      | ф | «Опекун» (Режиссёр: Сергей Борчуков)                                                                              | Анна                                       |
| 2019      | ф | «Исчезнувшая невеста» (Режиссёр: Майя Сомова)                                                                     | Анна Твардовская                           |
| 2019      | ф | «Любимые дети» (Режиссёр: Сергей Толкушкин)                                                                       | Тамара                                     |
| 2019      | ф | «Моя идеальная мама» (Режиссёр: Олег Филипенко)                                                                   | Ольга Коренева                             |
| 2019      | ф | «Солнечный ноябрь» (Режиссёр: Александр Итыгилов мл.)                                                             | Алина                                      |
| 2019      | ф | «Дочки-матери» (Режиссёр: Игорь Забара )                                                                          | Ольга                                      |
| 2019      | ф | «Загадка для Анны» (Режиссёр: Александр Сальников)                                                                | Анна                                       |
| 2018      | ф | «Письмо по ошибке» (Режиссёр: Игорь Забара)                                                                       | Светлана                                   |
| 2018      | ф | «Сердце Матери» (Режиссёр: Александр Итыгилов (младший))                                                          | Тамара Вавилова                            |
| 2018      | ф | «Наследница поневоле» (Режиссёр: Тарас Дударь)                                                                    | Имя персонажа не указано                   |
| 2018      | ф | «Идеальный враг» (Режиссёр: Игорь Москвитин)                                                                      | Алина                                      |
| 2018      | ф | «Лікар Ковальчук» (Режиссёры: Ева Стрельникова, Вера Яковенко)                                                    | Виктория                                   |
| 2018      | ф | «Прислуга» (Режиссёр: Бата Недич)                                                                                 | Виктория                                   |
| 2018      | ф | «Сувенир из Одессы» ( Режиссёр: Олег Туранский)                                                                   | Жанна                                      |
| 2018      | ф | «Чужие родные» (Режиссёр: Александр Итыгилов (младший))                                                           | Журналист                                  |
| 2018      | ф | «Мой любимый призрак» (Режиссёр: Александр Баршак)                                                                | Валентина                                  |
| 2017      | ф | «Когда мы дома. Новая история» (Режиссёры: Максим Литвинов, Александр Островой)                                   | Зоя                                        |
| 2017      | ф | «Тот, кто не спит» ( Режиссёр: Евгений Баранов)                                                                   | Зоя                                        |
| 2017      | ф | «Срок давности» (Режиссёр: Максим Демченко)                                                                       | Нелли                                      |
| 2017      | ф | «Ментовские войны. Киев» (Режиссёры: Сергей Толкушкин, Андрей Руденко, Сергей Уманец)                             | Вера                                       |
| 2017      | ф | «Правило боя» (Режиссёр: Алексей Шапарев) (гл. роль Good Morning Film)                                            | Марта                                      |
| 2017      | ф | «Папа Дэн»( Режиссёры: Кристина Сиволап, Ирина Громозда)                                                          | Юля                                        |
| 2017      | ф | «Перекрёстки Вербова» (Режиссёр: Саша Кириенко)                                                                   | Бэлла                                      |
| 2017      | ф | «Схватка» (Режиссёры: Виталий Ващенко, Андрей Мозговой, Владимир Онищенко, Вячеслав Алешечкин, Виктория Круглая)) | Нина                                       |
| 2017      | ф | «Белое-Черное» (Режиссёр: Игорь Москвитин)                                                                        | Алина                                      |
| 2015      | ф | «Проводница» (Режиссёры: Сергей Сотниченко, Тарас Дударь)                                                         | Имя персонажа не указано                   |
| 2016      | ф | «Второе дыхание» (Режиссёр: Олег Туранский)                                                                       | Варвара                                    |
| 2016      | ф | «Забудь меня, мама!» (Режиссёр: Денис Елеонский)                                                                  | Имя персонажа не указано                   |
| 2016      | ф | «Катерина» (Режиссёр: Александр Тименко)                                                                          | Антонина                                   |
| 2016      | ф | «Что делает твоя жена»(Режиссёр: Алексей Лисовец)                                                                 | Анфиса                                     |
| 2016      | ф | «Восточные сладости» (Восток - Запад)»(Режиссёр: Денис Елеонский)                                                 | Тамара                                     |
| 2016      | ф | «Суббота»(Режиссёр: Семён Горов)                                                                                  | Виолетта                                   |
| 2016      | ф | «Гроза над Тихоречьем» (Режиссёр: Бата Недич)                                                                     | Ирина                                      |
| 2015      | ф | «Окно жизни» (Режиссёры: Максим Паперник, Анатолий Григорьев)                                                     | Анжела                                     |
| 2015      | ф | «Никонов и Ко» (Режиссёры: Заза Буадзе, Тарас Ткаченко)                                                           | Имя персонажа не указано                   |
| 2015      | ф | «Чудо по расписанию» (Режиссёр: Ирина Громозда)                                                                   | Лара                                       |
| 2015      | ф | «Следователи» (серия «Огненная вода» Режиссёр: Василий Синицын)                                                   | Маша Требникова                            |
| 2014      | ф | «Пёс» (серия «Фальшивомонетчики». Режиссёры: Николай Каптан, Игорь Забара)                                        | Жанна                                      |
| 2014      | ф | «Лаборатория любви» (серия «Золотая клетка». Режиссёр: Ярослав Ластовецкий)                                       | Валерия (гл. роль серии «Золотая клетка».) |
| 2014      | ф | «25 час» ( Режиссёр: Николай Михайлов)                                                                            | инспектор по делам несовершеннолетних      |
| 2014      | ф | «Гречанка» (Режиссёры: Игорь Забара, Ирина Громозда, Мария Ткачёва)                                               | журналист                                  |
| 2011      | ф | 2012 «Брат за брата-2» (Режиссёры: Олег Туранский, Олег Филипенко)                                                | журналист                                  |
| 2010      | ф | «Ярость» ( Режиссёры: Игорь Копылов, Антон Азаров, Сергей Чекалов)                                                | Имя персонажа не указано                   |
| 2010      | ф | «Брат за брата» (Режиссёры: Олег Туранский, Олег Ларин)                                                           | журналист                                  |
| 2009      | ф | «Её сердце» (Режиссёр: Оксана Тараненко)                                                                          | директор дизайн-бюро                       |
| 2009      | ф | «Как казаки…» мюзикл (т\к «Интер» ,Режиссёр: Игорь Иванов )                                                       | журналист                                  |
| 2009      | ф | «Веское основание для убийства» (Режиссёр: Марк Горобец)                                                          | любовница                                  |
| 2008      | ф | «Роман выходного дня» (Режиссёр: Владимир Жилко)                                                                  | Людмила                                    |
| 2007      | ф | «Очень новогоднее кино, или Ночь в музее» (т\к «Интер»,Режиссёр: Роман Бутовский )                                | Имя персонажа не указано                   |
| 2007      | ф | «Колье для снежной бабы» (Режиссёры: Александр Даруга, Александр Богданенко)                                      | Даша.                                      |
| 2007      | ф | «Территория красоты» (Режиссёры: Игорь Забара, Оксана Тараненко, Павел Тупик)                                     | Имя персонажа не указано                   |
| 2006      | ф | «Женские слёзы» ( Режиссёр: Галина Кувивчак-Сахно)                                                                | Имя персонажа не указано                   |
| 2006—2012 | с | «Возвращение Мухтара» (Режиссёры: Александр Полынников, Владислав Николаев)                                       | Имя персонажа не указано                   |

#### Дубляж художественных фильмов
- Дежа-вю
- Убить Джона Такера
- Суперперцы

## Награды
- Победа в номинации «Актриса года». «Бал Цветов» с Николаем Тищенко 2017
- Лучшая ведущая года
- Первая Вице-Пани Украины 2008
- Фотосессия в журнале Playboy вошла во всемирный Топ-100 2007
- Лауреат May Fashion — 100 самых красивых людей Украины 2008 и 2009 годов